# 小米MIX Fold
小米MIX Fold（英語：Mi MIX Fold）是小米集团于北京时间2021年3月30日20时30分许在中国北京小米科技园发布的智能手机，为小米MIX系列的第六款机型，也是小米集团研发的首款可折叠式屏幕手机。

## 简介
小米MIX Fold内侧搭载了一块8.01英寸（对角线）4:3比例的柔性60hz AMOLED显示屏，外侧正面则搭载了一块6.52英寸（对角线）90hz 27:9比例的AMOLED显示屏。供应商均为华星光电。机身内侧不搭载辅助摄像头，外侧正面则搭载了一颗布置在屏幕下方的前置摄像头。手机四周边框为铝合金材质，后盖则为玻璃或陶瓷材质。性能方面则搭载了高通骁龙888 SoC、LPDDR5规格的RAM以及UFS3.1双通道标准的闪存存储。

## 硬件

### 外观
小米MIX Fold的机身呈折叠式形态，机身外侧右半部分为一块6.52英寸的副屏，右上方嵌有屏下式摄像头，呈打孔式布局。副屏周围边框较宽，屏幕亦较为细长。机身外侧左半部分为陶瓷后盖，陶瓷后盖左上方布置有三枚后置摄像头，整个后置摄像模组大致为竖置圆角长方形，其中最上方一颗镜头周围设有银色椭圆形亮环，LED补光灯位于中间镜头的右侧，为长圆形，模组设计与小米10至尊纪念版、小米10S较为近似。陶瓷后盖左下方竖向放置了MIX标识及小米集团、小米设计的英文字样机身内侧则为一块8.01英寸的柔性AMOLED主屏幕，宽高比为4:3，屏幕四周无任何开孔。
小米MIX Fold机身中部设有机械铰链，官方称可支持20万次的往复折叠。在展开状态下，顶部从左至右依次为红外线发射窗口、辅助麦克风孔、扬声器1、扬声器2，机身右侧为SIM卡托架及托架弹出插孔，机身底部从左至右分别为扬声器3、USB Type-C接口、主麦克风孔及扬声器4，机身左侧则为音量增减按键及集成了指纹识别功能的电源键。
小米MIX仅有黑色一个配色可选，包含黑色玻璃版本及黑色陶瓷版本两个材质版本，其中陶瓷版本的后盖外侧设计有类凯夫拉纹理。

### 屏幕
小米MIX Fold包含内外两块AMOLED显示屏，均由华星光电提供。其中内屏为一块4:3比例的柔性屏幕，分辨率为2480*1860，最高峰值亮度可达到900nit，屏幕刷新率为60Hz；外屏为一块27:9比例的硬质屏幕，分辨率为2520*840，最高支持90Hz刷新率及180Hz触控采样率。
内外两块屏幕均支持DCI-P3色域，并满足HDR10+的要求。

### 晶片及存储
小米MIX Fold搭载的系统芯片为高通骁龙888 。
高通骁龙888部件代号为SM8350，CPU部分采用了高通Kryo 680架构，由1颗主频为2.84GHz的大核心、3颗主频为2.42GHz的中核心以及4颗1.8GHz的小核心组成。芯片内集成Adreno 660 GPU，主频为840MHz，并集成X60 5G基带，支持双5G SIM卡同时在5G网络下驻网待机。
存储方面，小米MIX Fold在SoC上方封装了12GB或16GB的LPDDR5规格的RAM，主频为3200MHz，机身存储有256GB或512GB可选，规格均为UFS3.1。

### 摄像模组
小米MIX Fold的主摄像传感器为一颗1.08亿像素的摄像传感器S5KHM2，传感器面积为1/1.52英寸，通过像素九合一技术，可支持2.1μm的单像素面积。此外，小米MIX Fold另搭载了一颗800万像素的液态镜组，支持30倍长焦及最近对焦距离为3厘米的微距摄影，另有一颗1300万像素的广角镜头，最大支持123°的广角。
小米MIX Fold搭载了一颗由小米自行研制的图像处理芯片澎湃C1，负责摄像模组影像信号的处理及生成。

### 其他功能
音响系统方面，小米MIX Fold搭载了立体声四扬声器，机身顶部和底部各有两颗扬声器组件，并由哈曼卡頓调音。此外，自小米MIX 2开始取消的3.5mm音频输出输入接口也并未在小米MIX Fold上搭载，3.5mm标准接头只能通过转换线，使用USB Type-C接口进行转换。
近距离通信方面，小米MIX Fold支持蓝牙5.2、NFC以及红外線遥控功能，可使用遥控类APP对支持红外控制的电器设备进行控制。

## 软件
小米MIX Fold出厂搭载了为折叠屏形态定制的MIUI 12操作系统，基于Android 11。内外屏可通过屏幕开合自动切换，在内屏展开的条件下，可通过手势切换至类似于Windows的桌面模式，实现APP窗口化操作。

## 销售
小米MIX Fold提供12GB RAM/256GB ROM、12GB RAM/512GB ROM及16GB RAM/512GB ROM三个版本，零售价分别为人民币9999元、10999元及12999元。其中，16GB RAM/512GB ROM仅支持陶瓷后盖版本。
小米MIX Fold于北京时间2021年3月30日22时接受预付定金，北京时间2021年4月16日10时正式开启销售。